# Władysław Pokas
Władysław Pokas (ur. 1919, zm. 25 czerwca 1953 w Częstochowie) – polski inżynier.

## Życiorys
Syn Bazylego. Był inżynierem. Pełnił stanowisko kierownika Zarządu Dźwigowego i Suwnicowego w Stalingrodzie. 25 czerwca 1953 w wieku 34 lat poniósł śmierć w wypadku w trakcie budowy huty w Częstochowie. Został pochowany na Starym Cmentarzu w Tarnowie 29 czerwca 1953.
Został odznaczony Złotym Krzyżem Zasługi oraz pośmiertnie uchwałą Rady Państwa z 26 czerwca 1953 został odznaczony Orderem Sztandaru Pracy I klasy za wybitne zasługi w pracy zawodowej w dziedzinie budownictwa przemysłowego.